# Clathromangelia
Clathromangelia é um gênero de gastrópodes pertencente à família Raphitomidae.

## Espécies
- Clathromangelia coffea Kuroda, Habe & Oyama, 1971[3]
- †Clathromangelia fenestrata (Millet, 1865)
- Clathromangelia fuscoligata (Dall, 1871)[4]
- Clathromangelia granum (Philippi, 1844)[5]
- †Clathromangelia libyca (Cuvillier, 1933)
- Clathromangelia loiselieri Oberling, 1970[6]
- †Clathromangelia quadrillum (Dujardin, 1837) [7]
- Clathromangelia rhyssa (Dall, 1919)[8]
- Clathromangelia strigilata (Pallary, 1904)[9]
- Clathromangelia variegata (Carpenter, 1864)[10]

Espécies trazidas para a sinonímia
- Clathromangelia delosensis (Reeve, 1846):[11] sinônimo de Clathromangelia granum (Philippi, 1844)
- Clathromangelia fehri van Aartsen & Zenetou, 1987: sinônimo de  Clathromangelia loiselieri Oberling, 1970
- Clathromangelia pellucida (Reeve, 1846):[12] sinônimo de Citharomangelia pellucida (Reeve, 1846)